# Göran Rosander
Göran Rosander, född 4 januari 1933, död 22 februari 1996, var en svensk etnolog och museiman, uppvuxen i Dalarna.

## Biografi
Rosander blev 1967 docent i folklivsforskning vid Uppsala universitet och var landsantikvarie i Jämtland 1967–1971 samt förestod en stor utställningsproduktion vid länsmuseet Jamtli och drev etnologiska undersökningar i länet. Senare arbetade han vid Nordiska museet där han blev förste intendent 1971 och var med och etablerade Samdok år 1977.
På 1980- och 1990-talet var Rosander knuten till Norsk etnologisk granskning vid universitetet i Oslo. Som forskare ägnade han sig bl.a. åt dalfolkets arbetsvandringar.